# Пархомчук Ярослава Йосипівна
Ярослава Йосипівна Штокало, у шлюбі Пархомчук (нар. 26 квітня 1949, с. Хоростець Козівського району Тернопільської області, Україна) — українська журналістка, публіцистка, літераторка. Член НСЖУ (1981). Заслужений журналіст України (2016).

## Життєпис
Закінчила факультет журналістики Львівського університету (1974).
Працювала у редакціях козівської районної газети «Радянське слово», керівниця школи журналістської майстерності; від 1981 — відповідальна секретарка, завідувачка відділу листів у редакції бережанської районної газети «Нове життя»; 1992—2011 — кореспондентка обласної газети «Свобода», вела при редакції студію юних журналістів, від липня 2011 — власна кореспондентка газети «Вільне життя плюс» по Козівському, Бережанському і Підгаєцькому районах.

## Доробок
Співавторка історично-мемуарного збірника «Бережанська Земля» (т. 2, 1998; т. 3, 2006), авторка новел, видрукованих у всеукраїнських виданнях, нарисів, статей та інших публікацій.
Авторка книги нарисів «Снилося жито хлопчині... (Т., 2010).

## Відзнаки
Має журналістські відзнаки і премії, зокрема:
- Обласна премія імені Володимира Здоровеги в номінації «Журналістика» (2013)[3]